# 마샤 페네치
마샤 페네치(Martha Fenech, 1990년 9월 3일 ~ )는 몰타의 모델이다. 2008 미스 월드 몰타 우승자이며 2016 미스 유니버스에서 몰타 대표로 참가했다.